# Социализм в отдельно взятой стране
Социали́зм в отде́льно взя́той стране́ — теория о возможности достижения, строительства и построения социализма в СССР, ставшая официальной доктриной государства после XIV съезда ВКП(б) в 1925 году и поражения оппозиции во внутрипартийной борьбе 1923—1927 годов.
После революции 1917 года и победы в Гражданской войне перед марксистами впервые встала задача практического воплощения идей перехода от капиталистического способа производства к социалистическому, от капиталистической формации к социализму — первой фазе коммунизма. Исходя из поражения социалистических революций в Европе и стабилизации капиталистической системы, необходимо было дать марксистское обоснование победы социалистической революции не в нескольких передовых капиталистических стран Европы, как предполагал «классический» марксизм, а в сравнительно отсталой Российской империи, и путей переходного периода к социализму в условиях экономической отсталости и капиталистического окружения советского государства. Ввиду однопартийной диктатуры в преимущественно крестьянской стране и враждебного капиталистического окружения, вопрос о переходном периоде мог выражаться только во внутрифракционной борьбе и теория о возможности построения социализма в отдельно взятой стране стала одним из орудий в этой борьбе за влияние в партии и правительстве.
Теория построения социализма в отдельно взятой стране не отвергала курс на социалистические революции в передовых капиталистических странах, но курс на социалистическую революцию в передовых капиталистических странах не являлся более необходимым условием построения социализма в СССР. Пока СССР находился во враждебном окружении и существовала угроза реставрации капитализма, идеологическая или военная, социализм в СССР являлся «неполным» социализмом. Только после осуществления социалистических революций в одной или нескольких передовых капиталистических странах можно было бы говорить о «полном» построении социализма. В экономической сфере теория определяла автаркическое развитие экономики — уменьшение зависимости СССР от мировой экономической системы с ускорением индустриализации страны.

## Классический марксизм

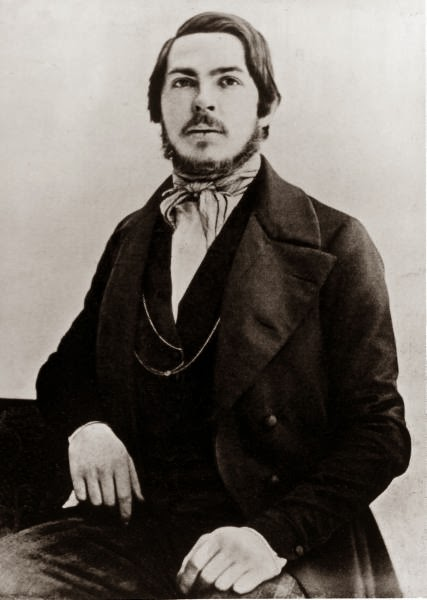
Фридрих Энгельс в 1840 году.

Отвечая на вопрос, возможно ли осуществить революцию в отдельно взятой стране, Энгельс писал в своей работе «Принципы коммунизма» в 1847 году:

19-й вопрос: Может ли… революция произойти в одной какой-нибудь стране?
Ответ: Нет. Крупная промышленность уже тем, что она создала мировой рынок, так связала между собой все народы земного шара, в особенности цивилизованные народы, что каждый из них зависит от того, что происходит у другого. Затем крупная промышленность так уравняла общественное развитие во всех цивилизованных странах, что всюду буржуазия и пролетариат стали двумя решающими классами общества и борьба между ними — главной борьбой нашего времени. Поэтому коммунистическая революция будет не только национальной, но произойдет одновременно во всех цивилизованных странах, то есть, по крайней мере, в Англии, Америке, Франции и Германии. В каждой из этих стран она будет развиваться быстрее или медленнее, в зависимости от того, в какой из этих стран более развита промышленность, больше накоплено богатств и имеется более значительное количество производительных сил. Поэтому она осуществится медленнее и труднее всего в Германии, быстрее и легче всего в Англии. Она окажет также значительное влияние на остальные страны мира и совершенно изменит и чрезвычайно ускорит их прежний ход развития. Она есть всемирная революция и будет поэтому иметь всемирную арену.— Энгельс Ф. «Принципы коммунизма», 1847
В полемике 1920-х годов Бухарин критиковал Зиновьева и пытался представить его взгляды как меньшевистские, сравнивая высказывания последнего с высказываниями меньшевика Либера, опубликовавшего в 1919 году брошюру под названием «Социальная революция или социальный распад». Бухарин цитирует Либера, который вторит словам Энгельса, и объявляет взгляды Либера «социал-предательством», а сама аргументация Бухарина была схожей со взглядами народников, борьба с которыми осталась далеко в ранней истории российского марксизма.

Н. И. Бухарин. О характере нашей революции и о возможности победоносного социалистического строительства в СССР (1926 г.)
Оригинальный текст (рус.)Если люди говорят о международной революции при каждом удобном и неудобном случае, то не всегда это выражает максимум революционности. Может быть такая постановка вопроса о международности революции, которая прямо противоречит революционной точке зрения. Вот, например, у того же Либера есть одно очень ехидное место, которое поясняет, чем отличается пролетарская революция от буржуазной. Перечисляя особые черты пролетарской революции, г. Либер пишет: «социализм, прежде всего, может быть осуществлён в тех странах, которые стоят на наиболее высокой ступени экономического развития,— Германия, Англия и Америка — вот те страны, в которых прежде всего есть основание для очень крупных победных социалистических движений (это в Америке-то „прежде всего“ „есть основания для очень крупных победных социалистических движений“! — Н. Б.). Между тем с некоторого времени у нас развилась теория прямо противоположного характера. Эта теория не представляет для нас, старых русских социал-демократов, чего-либо нового; эта теория развивалась русскими народниками в борьбе против первых марксистов…

…Наконец, ещё одна характерная черта социалистической революции — это её международный характер (подумайте только, „международный характер“! — Н. Б.). Социалистический строй приходит на смену капитализму. Отличительной чертой капиталистического строя является то, что он создает мировое хозяйство… Поэтому немыслимо представить себе осуществление социализма в одной какой-нибудь части этого хозяйства без того, чтобы все мировое хозяйство не было задето. Социалистическая революция мыслима лишь как революция международная, и, следовательно, она предполагает известное состояние не только в одной, двух, трех, четырёх, пяти странах, в большинстве промышленно развитых стран, ибо иначе произошло бы неизбежное столкновение между теми странами, которые не подготовлены к социализму, и теми, которые уже созрели для этого».
Ясно, какая здесь международность и как она здесь обосновывается. Вот она: «Не делай революции, не строй социализма, ибо придешь в столкновение с другими странами». Революция международная здесь представляется как известный однократный акт; будто бы сразу пролетариаты всех стран выходят на историческую арену и кричат: «Да здравствует революция!», и в два счёта социализм подается им на блюде. Практически — политический смысл такого заклинания мировой революции заключается в морали: «Не иди вперёд, не свершай революции в одной стране, потому что ты всё равно не победишь», или, переводя на более современный язык: «Куда тебе одному в городе Глупове, на одной улице дерзать построить социализм. Зачем ты стоишь на такой национально-ограниченной точке зрения?» «Начнёшь революцию в одной стране, перестанешь быть настоящим интернационалистом», — поучает нас Либер.

Такой «интернационализм» — оборотная сторона социал-предательства.

## Проблема переходного периода
Октябрьская революция открыла новую главу в марксизме. Переход к социализму встал на повестку дня практически. Так как в трудах Маркса и Энгельса или в работах теоретиков II Интернационала не было каких-либо определённых положений или их было довольно мало, большевистские теоретики были вынуждены развивать положения о переходном периоде. Нужны были новые идеи, потому что захват власти произошёл на периферии мирового капитализма. В некотором смысле русская революция была революцией впротиворез «Капитала» Маркса и даже редкое наследие Маркса по вопросу перехода имело ограниченную значимость. Многие из революционеров были в полной мере осведомлены о проблеме и оправдывали свои действия отличиями своей эпохи. Это было прямо заявлено Троцким в середине 1920-х годов: «Думаете ли вы, что капитализм найдет новое динамическое равновесие, думаете ли вы, что европейский капитализм может обеспечить себе новую полосу подъема… Если считать, что это возможно… то это означало бы, что капитализм в европейском и мировом масштабе своей исторической миссии еще не исчерпал, что это не империалистический загнивающий капитализм, а развивающийся капитализм, ведущий хозяйство и культуру вперед, — но это означало бы, что мы пришли слишком рано.», и как следствие этого, русская революция должна рассматриваться как «преждевременная» и переход к социализму обречён на неудачу.
До 1929 года в СССР можно определить три отдельных этапа, и каждый имел свою собственную теорию переходного периода. Первые восемь месяцев после революции — «государственный капитализм», учитывая дореволюционное использование термина. Ленин защищал эту систему в качестве основного для перехода к социализму, по крайней мере, в его самой ранней стадии. После июня 1918 года начало гражданской войны вызвало немедленную волну национализаций и введение осадной экономики. Теоретики большевиков восприняли «Военный коммунизм» как соответствующий прямому переходу к социализму. В начале 1921 года замена продразверстки налогом на сельскохозяйственную продукцию ознаменовала третий этап, новой экономической политики (НЭП). Ленин считал это переходной и смешанной системой. «Смешанная», так как в ней были элементы социализма, простого товарного производства и капитализма; «переходный», потому был нестабильным и мог закончиться восстановлением либо капитализма, либо достижением полной социализированной экономики.
Смерть Ленина в январе 1924 года (и его ограниченное влияние в предшествующие 18 месяцев его болезни) усугубили конфликт, связанный с борьбой за правопреемство. Это привело к его канонизации и возвышению его произведений до талмудического статуса, что другие большевистские теоретики, вроде Преображенского и Троцкого, воспринимали с трудом. Теперь каждое положение или идею необходимо было подтвердить и обосновать цитатой из трудов Ленина. Начинается война цитат. Сложность и противоречивость процессов отражалась такой же сложностью и противоречивостью в наследии Ленина и вырванная из контекста событий, по поводу которых та или иная работа Ленина была написана, могла быть интерпретирована иначе, чем в контексте событий другого временного периода. Каждый из участников внутрипартийной борьбы всё более и более склонялся к мысли, что именно его интерпретация истинно правильная и является истинным отражением «ленинизма». Соответственно, всякая другая интерпретация являлась отклонением от истинного «ленинизма» и рассматривалась с подозрением, вплоть до обвинений в контрреволюционности.

## Предпосылки создания концепции
В статье «О лозунге Соединённые Штаты Европы», опубликованной в № 44 газеты «Социал-демократ» в 1915 году, В. И. Ленин писал: 

Неравномерность экономического и политического развития есть безусловный закон капитализма. Отсюда следует, что возможна победа социализма первоначально в немногих или даже в одной, отдельно взятой, капиталистической стране. Победивший пролетариат этой страны, экспроприировав капиталистов и организовав у себя социалистическое производство, встал бы против остального, капиталистического мира.
На докладе о внешней политике на объединённом заседании ВЦИК и Московского Совета, произошедшем 14 мая 1918 года, Ленин также говорил следующее:

Я знаю, есть, конечно, мудрецы, считающие себя очень умными и даже называющие себя социалистами, которые уверяют, что не следовало брать власти до тех пор, пока не разразится революция во всех странах. Они не подозревают, что, говоря так, они отходят от революции и переходят на сторону буржуазии. Ждать, пока трудящиеся классы совершат революцию в международном масштабе, — это значит всем застыть в ожидании. Это бессмыслица.
Трудности таких ссылок на высказывания Ленина наглядно видны на этом примере. Эта часть цитаты вырвана из контекста 1918 года в подтверждение теории «Социализма в отдельно взятой стране». Противники теории вполне могли ссылаться на вторую часть этой же цитаты, говорящей о необходимости совместных усилий рабочих всех стран:

Трудность революции всем известна. Начавшись блестящим успехом в одной из стран, она, может быть, будет переживать мучительные периоды, ибо окончательно победить можно только в мировом масштабе и только совместными усилиями рабочих всех стран. Наша задача заключается в выдержке и осторожности, мы должны лавировать и отступать, пока к нам не подойдут подкрепления. Переход к этой тактике неизбежен, как бы над ней ни смеялись называющие себя революционерами, но ничего не смыслящие в революции.
Такие высказывания Ленина вовсе не доказывали, что Ленин являлся сторонником теории «Социализма в отдельно взятой стране», как позже утверждали сторонники победившей концепции, но определённо могли быть так интерпретированы.
Но поражение ряда пролетарских революций в Европе (в том числе в Германии и Венгрии) привело Сталина к мысли о необходимости разработки концепции построения социализма в отдельно взятой стране. После смерти В. И. Ленина Сталин использовал приведённые выше утверждения Ленина для подтверждения его приверженности концепции построения социализма в отдельно взятой стране.
В первом издании «Основ ленинизма», вышедшем в начале 1924 года, Сталин писал о невозможности построения социализма в отдельно взятой стране:

Свергнуть власть буржуазии и поставить власть пролетариата в одной стране, — писал он в своих «Вопросах ленинизма», — ещё не значит обеспечить полную победу социализма. Главная задача социализма — организация социалистического производства — остается ещё впереди. Можно ли разрешить эту задачу, можно ли добиться окончательной победы социализма в одной стране, без совместных усилий пролетариев нескольких передовых стран? Нет, невозможно. Для свержения буржуазии достаточно усилий одной страны, — об этом говорит нам история нашей революции. Для окончательной победы социализма, для организации социалистического производства, усилий одной страны, особенно такой крестьянской страны, как Россия, уже недостаточно, — для этого необходимы усилия пролетариев нескольких передовых стран.— Л. Троцкий. «История русской революции»
Однако во втором издании данной книги, вышедшем в конце того же года, Сталин излагал свои мысли следующим образом:

Но свергнуть власть буржуазии и поставить власть пролетариата в одной стране — ещё не значит обеспечить полную победу социализма. Упрочив свою власть и поведя за собой крестьянство, пролетариат победившей страны может и должен построить социалистическое общество. Но значит ли это, что он тем самым достигнет полной, окончательной победы социализма, то есть значит ли это, что он может силами лишь одной страны закрепить окончательно социализм и вполне гарантировать страну от интервенции, а значит, и от реставрации? Нет, не значит. Для этого необходима победа революции по крайней мере в нескольких странах. Поэтому развитие и поддержка революции в других странах является существенной задачей победившей революции. Поэтому революция победившей страны должна рассматривать себя не, как самодовлеющую величину, а как подспорье, как средство для ускорения победы пролетариата в других странах.— И. Сталин. «Об основах ленинизма», 1924
Такие идеи как бы носились в воздухе. Бухарин стал видеть в нэпе подходящую основу большевистской экономической политики и условия общественного равновесия, которые могут вести страну по направлению к социализму. К 1923 году он утверждал, что «эволюционный путь» есть реальность советской жизни: «Мы будем многие десятки лет медленно врастать в социализм: через рост нашей промышленности, через кооперацию, через возрастающее влияние нашей банковской системы, через тысячу и одну промежуточную форму».
Появление этой теории уже в ноябре 1922 года дает повод сомневаться, что идея построения «социализма в одной стране» возникла в ответ на поражение революции в Германии в октябре 1923 года. Хотя это и верно, что разочарование в германской революции окончательно разрушило надежды большевиков на близкую европейскую революцию и что идея о строительстве социализма в изолированной России была формально впервые выражена Сталиным в декабре 1924 года, бухаринские положения о «врастании» показывают, что необходимое обоснование было высказано раньше. Хотя его теория еще не касалась трудной проблемы индустриализации (возникшей в 1924 г.), она поднимала вопрос о продвижении России к социализму совершенно вне зависимости от международной революции.

## Борьба теорий

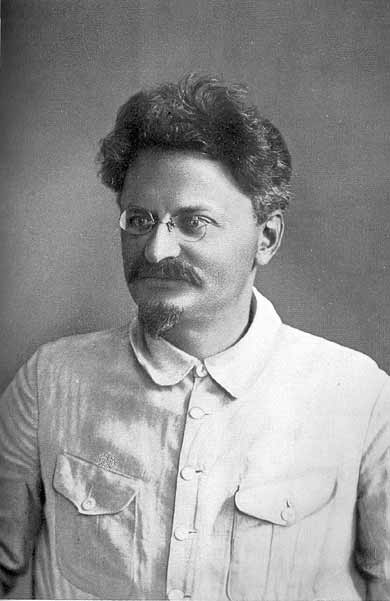
Лев Троцкий

После победы революции и в ожесточённой гражданской войне, перспектива военного поражения отступила (хотя у советской верхушки опасения этого возобновились после 1926 года). И вместе с тем каждая фракция внутри партии смотрела с подозрением на другие. Для взаимного недоверия были свои причины: по мнению большевистских теоретиков непролетарские классовые интересы в условиях диктатуры победившей большевистской партии могли найти своё представление только через неё. По выражению Троцкого «можно сползти на термидорианские позиции даже со знаменем коммунизма в руках. В этом и состоит дьявольская хитрость истории». Таким образом, с точки зрения лидеров большевиков, теоретические различия приняли характер классовых антагонизмов.
Оппозиция
Дебаты развернулись о самом характере революции. Троцкий считал, что революция состояла из слияния двух революций — пролетарской и крестьянской; и после достижения победы обязаны появиться классовые противоречия. К 1923 году уже появились первые признаки таких противоречий в виде «ножниц» цен. Он считал, что политическая изоляция СССР не означает экономической изоляции. Потребность капитализма в рынках может быть использована в интеграции экономики советской России в мировой рынок. Это должно было быть сделано на планируемой основе — не было вопроса от отказа от монополии внешней торговли. Импорт потребительских товаров может быть использован для преодоления «товарного голода», а преимуществом будет повышение эффективности государственной промышленности.
Эта идея интеграции в мировой рынок являлась основным аргументом против теории возможности построения социализма в отдельно взятой стране, так как Троцкий понимал, что эта теория подразумевала автаркическое развитие на основе собственных ресурсов Советского Союза. Как и экономист Преображенский и их сторонники, он подчеркивал неспособность советской промышленности конкурировать на международном уровне на основе закона стоимости, и что было необходимо такое отставание преодолеть. Если это не будет сделано, и сделано быстро, советской экономике станет всё труднее противостоять как внутреннему, так и внешнему давлению капитализма, чтобы открыть экономику на нерегулируемой основе. Государственный сектор затем будет обречён, и вместе с ним русский социализм. «Основной закон истории: побеждает, в конце концов, тот режим, который обеспечивает человеческому обществу более высокий уровень хозяйства. Историческая тяжба решается — не сразу, не одним ударом — сравнительным коэффициентом производительности труда». Переход к социализму возможен только на основе высочайшего развития производственных сил и отношений, как и подразумевал «классический» марксизм. По мнению Троцкого и Преображенского теория построения социализма в отдельно взятой стране обрекала СССР с «закрытой» экономикой на вечное отставание.
Бухарин

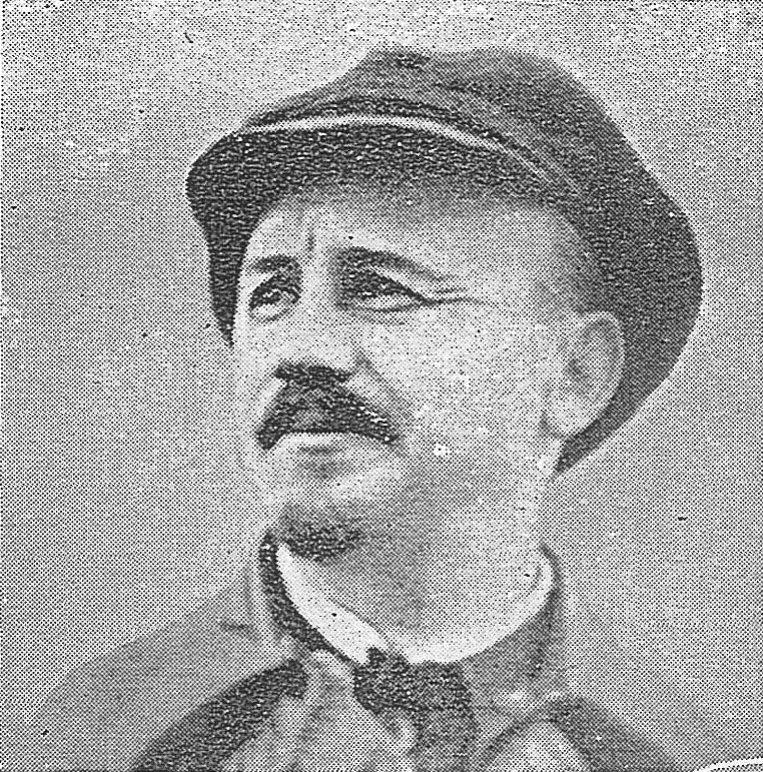
Николай Бухарин

Отсутствие пролетарских революций в Европе и стабилизация капиталистической системы позволили противникам Троцкого критиковать его теорию «перманентной революции» и, как следствие этого, утверждать, что Троцкий ошибался в определении природы современного капитализма и классового характера русской революции. Сталин и Бухарин отвергли концепцию Троцкого о слиянии «двух революций» и утверждали, что революция имела единый характер, совершённая союзом обоих классов — рабочих и крестьян. Новая идея о возможности построения социализма в одной стране таким образом являлась теоретическим орудием в борьбе с Троцким.
Сталин первый отчетливо выдвинул эту идею, но именно Бухарин развил её в теорию и дал официальное обоснование. В апреле 1925 года Бухарин сформулировал теорию публично и недвусмысленно. В работах Ленина 1922 и 1923 годов есть предположения, что реальный экономический прогресс к социализму может быть достигнут при нэпе, и что «отступление» может оказаться успешным переходом путем обеспечения рабоче-крестьянского союза (смычки), при котором может произойти обновление пролетариата в результате промышленного прогресса, как и трансформация крестьянства через развитие кооперации. Формальное выражение доктрины явилось решительным поворотом в официальной большевистской концепции и касалась внутренних условий страны, её ресурсов и классов. Отвергая предположение, будто «мы… погибнем из-за нашей технической отсталости», Бухарин сформулировал свое утверждение: «из-за классовых различий внутри нашей страны, из-за нашей технической отсталости мы не погибнем, что мы можем строить социализм даже на этой нищенской технической базе, что этот рост социализма будет во много раз медленнее, что мы будем плестись черепашьим шагом, но что все-таки мы социализм строим и что мы его построим». Такую позицию, доказывал он, занимал Ленин, говоря, что есть «всё необходимое и достаточное» для построения социализма.
По Бухарину при нэпе прогресс по пути к социализму зависел от двух основных факторов: расширения крупной промышленности и развития кооперативов. Сама по себе такая аргументация не была противоречивой. К этому времени практически все большевики считали, что развитие государственного сектора было синонимом расширения социалистических отношений; никто не оспаривал, что кооперативы могут подорвать крестьянский индивидуализм и выдавить частный капитал из торговых отношений. Государственная промышленность, утверждал Бухарин, зависит от роста спроса крестьян, который был, в конечном счёте, рынком товарного потребления. Рост спроса крестьян стимулирует рост лёгкой промышленности, что в свою очередь требует развития тяжёлой промышленности. Кооперативы, признавал Бухарин, капиталистические образования, в прошлом способствовали развитию капитализма. Но диктатура пролетариата полностью изменила обстоятельства и неизбежно должна была изменить их сущность. Подобно тому, как мелкобуржуазное сельское хозяйство было включено в современный капитализм через буржуазное государство, так и его пролетарский аналог может быть интегрирован в российское сельское хозяйство через развитие социалистических отношений.
Следовательно, утверждал Бухарин, существовала основа для долгосрочной смычки между пролетариатом и крестьянством; но основа союза была довольно хрупкой. Любые попытки искусственно ускорить рост промышленности сорвут пропорциональность экономики, будут порождать «кризис сбыта» в государственном секторе требуя большего объёма ресурсов из сельского хозяйства, и будут угрожать политическому союзу между рабочими и крестьянами. Реализм требует, чтобы партия признала советский социализм «отсталым», а дальнейший прогресс к социализму должен быть «черепашьими темпами».
Вопрос индустриализации

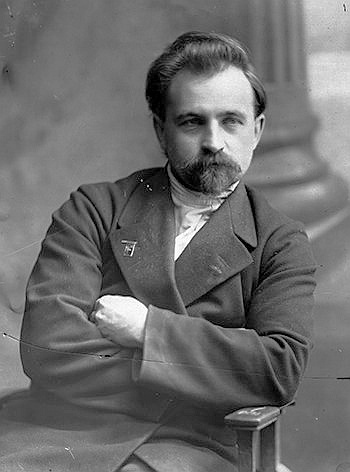
Евгений Преображенский

Между 1924 и 1928 годами Бухарин и Преображенский бурно обсуждали различия взглядов на переход к социализму. Это происходило как часть более глубокого конфликта между левой оппозиции и правящей Сталинско-Бухаринской фракций большевистской партии. Основная разница заключалась в альтернативных оценках развития промышленности. Для Бухарина промышленное развитие зависело от роста спроса крестьян, особенно на рынке потребительских товаров. Для Преображенского проблема заключалась в «товарном голоде».
По сравнению с ситуацией, сложившейся перед мировой войной, революция коренным образом изменила соотношение между спросом на внутреннем рынке производства промышленных товаров и их предложением. В общей совокупности, спрос увеличился, а предложение упало. При нэпе, следовательно, существовала проблема избыточного спроса на товары государственного сектора, а не потенциальный недостаток в покупательной способности, как утверждал Бухарин. В понимании Преображенского рост промышленности в будущем потребует больших фиксированных вложений. До сих пор развитие промышленности было основано на восстановлении и полного использования уже существующего потенциала, который должен был быть увеличен в ближайшее время, если развитие промышленности должно быть устойчивым. В краткосрочной перспективе, в соответствии с Преображенским, проблемы, связанные с товарным голодом должны усилиться, но в долгосрочной перспективе недофинансирование сделает их непреодолимыми, угрожая самому существованию «смычки».
Отвергая насилие и конфискацию как недопустимые методы, Преображенский предлагал, чтобы новый капитал для финансирования роста промышленности накапливался в результате «неэквивалентного обмена» в рыночных отношениях между двумя секторами, а это было бы, по его мнению, более эффективным и менее раздражающим крестьянство, чем прямое налогообложение. Государственная промышленность должна была использовать своё уникальное сверхмонополистическое положение, чтобы преследовать политику «цен, сознательно рассчитанную на отчуждение определённой части прибавочного продукта частного хозяйства во всех его видах». Цены на промышленную продукцию должны быть искусственно повышены, тогда как на сельскохозяйственную — соответственно занижены, то есть государство покупало бы по более низким ценам, а продавало бы по более высоким. Это предложение, в сущности, платформа левых после 1923 года, было непосредственно направлено против официальной политики.
Таким образом взгляды Преображенского на проблему переходного периода являлись полной противоположностью концепции Бухарина. Ускоренное развитие тяжёлой промышленности вело к расширению лёгкой промышленности с конечной целью удовлетворения спроса крестьянства и решению проблемы «товарного голода». Учитывая отличия своего взгляда, Преображенский подчеркивал необходимость систематического планирования. Планирование необходимо не только к социалистическому будущему, а именно для переходного периода, потому что это позволяло определить и исправить диспропорции развития прежде, чем они могут привести к каким-либо экономическим кризисам.

## Сталинское решение

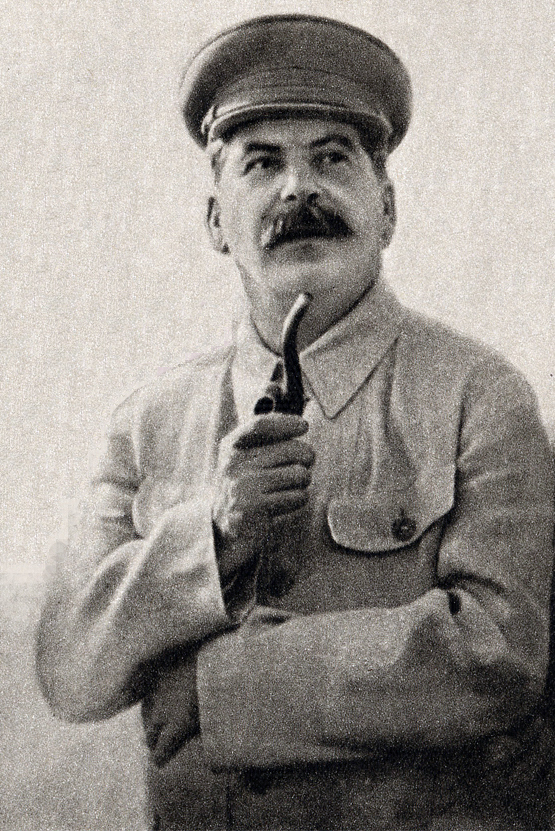
И. В. Сталин в 1937 году.

Важнейшей проблемой при НЭПе были отношения между городом и деревней. Три четверти населения составляли крестьяне, и промышленное расширение требовало перевод в город значительной части сельскохозяйственных излишков. С окончанием военного коммунизма это должно было быть достигнуто на добровольной основе путем стимулирования крестьян к поставке достаточного количества зерна на рынок в обмен на наличие промышленных товаров по привлекательным ценам. Но промышленный «товарный голод» характеризовал весь период НЭПа и неоднократно относительные цены на сельскохозяйственные и промышленные продукты были источниками острой напряженности, как в «ножницы» цен 1923 года, когда промышленные цены резко выросли и привело к появлению опасений нехватки зерна, так как крестьяне удерживали излишки зерна от продажи на рынке. Ножницы цен вскоре были закрыты, но к концу десятилетия проблема стала все более очевидной. Во время «зернового кризиса» 1928 года сельскохозяйственные продажи массово упали, что явилось последней каплей, и что после 1929 года привело к сталинской «революции сверху».
По утверждению Сталина, концепция построения социализма в отдельно взятой стране является дальнейшим развитием ленинизма. В статье «Ответ товарищу Иванову, Ивану Филипповичу», написанной 12 и опубликованной 14 февраля 1938 года в «Правде», Сталин разделил вопрос о победе социализма в одной стране на две части. В первой рассматривалась проблема внутренних отношений, решение которой возможно лишь посредством организации сотрудничества партии с крестьянством. Вторая часть делала различие между «неполным» построением социализма в СССР и «полной» победы социализма, которая возможна только после осуществления социалистических революций в одной или нескольких передовых капиталистических странах; только тогда можно говорить о «полном» построении социализма.
Начиная с 1928 года, меры хлебозаготовок, напоминавшие военный коммунизм, были введены для преодоления неадекватных поставок хлеба крестьянством; в период между 1929 и 1933 годах они были расширены в насильственную коллективизацию. Это ограничило зависимость быстрой индустриализации от крестьянства, уничтожая последние остатки крестьянской независимости; Любая возможность сопротивления со стороны рабочего класса (чей уровень жизни значительно снизился после свёртывания политики НЭПа и начала политики коллективизации)) уже давно перестала быть реальностью. В короткий период времени диктатура партии трансформировалась в персонализированный «культ личности» Сталина. Все общество было брошено на «фронт промышленного производства», а выплавка чугуна стала официально рассматриваться как точный показатель продвижения к социализму.

## К истории концепции
В 1878 году председатель баварского отделения Социал-демократической партии Германии Георг Фольмар сформулировал концепцию построения социализма в отдельно взятой стране и в 1879 году опубликовал в Цюрихе посвящённую ей статью «Изолированное социалистическое государство» (нем. Der isolierte socialistische Staat) в «Социологическом и социально-политическом альманахе» (нем. Jahrbuch für Socialwissenschaft und Socialpolitik). В статье он писал, что в Германии, пролетариат которой далеко обогнал передовую Англию, Фольмар ссылается в нескольких местах на закон неравномерного развития. Из этого закона Фольмар делает вывод, что «при господствующих ныне обстоятельствах, которые сохранят свою силу и в доступном предвиденью будущем, совершенно исключается предположение единовременной победы социализма во всех культурных странах…» Развивая эту мысль далее, Фольмар говорит: «Таким образом, мы пришли к изолированному социалистическому государству, относительно которого, я, надеюсь, доказал, что хотя оно и не является единственно возможным, но наиболее вероятным…».
Фольмар исходил из того, что социалистическая Германия будет находиться в экономических отношениях с мировым капиталистическим хозяйством, обладая при этом преимуществами высокоразвитой техники и низких издержек производства, в отличие от советской России 1920-х годов. Такое построение опирается на перспективу мирного сосуществования социалистической и капиталистической систем. А так как социализм должен, чем дальше, тем больше, обнаруживать свои колоссальные производственные преимущества, то надобность в мировой революции отпадает сама собою: социализм справится с капитализмом через рынок, интервенцией дешевых цен.
В течение дискуссий 1920-х годов Сталин неоднократно утверждал, что закон о неравномерности развития капитализма был неизвестен основоположникам марксизма, как и концепция о возможности построения социализма в отдельно взятой стране, открытая Лениным на основе этого закона, как, например в письме т. Ермаковскому.

Письмо т. Ермаковскому — Сталин И. В., Сочинения, Том 7.
Оригинальный текст (рус.)Очень извиняюсь за поздний ответ. Я был два месяца в отпуску, вернулся вчера в Москву и лишь сегодня успел ознакомиться с вашей запиской. Впрочем, лучше поздно, чем никогда.
Отрицательный ответ Энгельса на вопрос «Может ли эта революция произойти в одной какой-нибудь стране?» — целиком отражает эпоху доимпериалистическую, когда не было ещё условий для неравномерного, скачкообразного развития капиталистических стран, когда не было, стало быть, данных для победы пролетарской революции в одной стране (возможность победы в одной стране вытекает, как известно, из закона о неравномерном развитии капиталистических стран при империализме). Закон о неравномерном развитии капиталистических стран и связанное с ним положение о возможности победы пролетарской революции в одной стране были выдвинуты и могли быть выдвинуты Лениным лишь в период империализма. Этим объясняется, между прочим, что ленинизм есть марксизм эпохи империализма, что он представляет дальнейшее развитие марксизма, сложившегося в эпоху доимпериалистическую. Энгельс при всей своей гениальности не мог заметить того, чего не было ещё в период домонополистического капитализма, в 40-х годах прошлого столетия, когда он писал свои «принципа коммунизма», и что народилось лишь впоследствии, в период монополистического капитализма.
С другой стороны, Ленин как гениальный марксист не мог не заметить того, что уже народилось после смерти Энгельса в период империализма. Различие между Лениным и Энгельсом есть различие двух исторических периодов, отделяющих их друг от друга. Не может быть и речи о том, что «теория Троцкого тождественна с учением Энгельса». Энгельс имел основание дать отрицательный ответ на 19-й вопрос в период домонополистического капитализма, в 40-х годах прошлого столетия, когда о законе неравномерного развития капиталистических стран не могло быть и речи; Троцкий же, наоборот, не имеет никакого основания повторять в 20-м столетии старый ответ Энгельса, взятый из пройденной уже эпохи, и механически прикладывать его к новой империалистической эпохе, когда закон неравномерного развития стал фактом общеизвестным. Энгельс строит свой ответ на анализе современного ему домонополистического капитализма, Троцкий же не анализирует, отвлекается от современной эпохи; забывает, что живёт не в 40-х годах прошлого столетия, а в 20-м столетии в эпоху империализма, и хитроумно приставляет нос Ивана Ивановича 40-х годов 19-го столетия к подбородку Иван Никифоровича начала 20-го столетия, полагая, видимо, что можно таким образом перехитрить историю. Не думаю, чтобы эти два диаметрально противоположных метода могли дать основание для разговора о «тождестве теории Троцкого с учением Энгельса».

Примечательно, что даже в 1926 году Бухарин продолжал утверждать, что именно Ленин выдвинул «закон неравномерности капиталистического развития» как и переход в хозяйство социалистическое, который может начаться даже в одной стране:
«Наоборот, в лице Ленина большевики выдвинули положение о так называемом „законе неравномерности капиталистического развития“. Этот закон имеет своей базой разнородность структур капитализма по странам. Этот закон выдвигает и то обстоятельство, что есть строгое различие между центрами капиталистической экономики и колониальной периферией этой же экономики, что зрелость капитализма в целом, как капитализма мирового, вовсе не предполагает совершенно одинаковой высоты капиталистического развития в разных странах, одинакового темпа развития и т. д. Этот ленинский закон неравномерности капиталистического развития и был теоретическим обоснованием подхода большевиков к вопросу о зрелости мирового капиталистического хозяйства, о степени его подготовленности к переходу в хозяйство социалистическое, о мировой революции как сложном и длительном процессе, который может начаться даже в одной стране.»
Троцкий резко возражал на эти высказывания Сталина и Бухарина с упоминанием «первооткрывателя» Георга Фольмара и что, соответственно, «Маркс и Энгельс должны были бы, следовательно, узнать об этом секрете (закон неравномерности капиталистического развития) от Фольмара, если б сам он не узнал о нём раньше от них».

## «Неверие в построение»
Предвидя перспективу критики концепции построения социализма в одной стране, по указанию Сталина в уголовное законодательство был введён специальный литерный состав — «Неверие в возможность построения социализма в одной стране», стандартным наказанием за которое было 10 лет в советских концлагерях (хотя были случаи когда за «неверие» получали по 15 лет, а нередко и вовсе расстрел). Под такого рода «криминал» подводился любой поступок, любое высказывание, даже формально не имевшее к нему отношения. Для членов партии и кандидатов в члены «неверие в возможность построения» означало сразу же исключение из партии как «троцкистов» и «двурушников», а с 1932 года исключаемых в кабинетах уже поджидали сотрудники ОГПУ—НКВД и следом за сдачей партбилета они отправлялись в камеру, а нередко и на расстрел безо всякого суда. Следствием чистки за «неверие» (было вычищено 35—40% коммунистов, т. е. членов партии, кандидатов в члены и комсомольцев) стала тотальная деинтеллектуализация — из рядов партии изгонялись наиболее образованные и грамотные коммунисты, оставлялись лишь те, которые слепо «верили» в сталинские лозунги. Но арестовывались за «неверие» не только партийные. Люди массово арестовывались по этому обвинению в трудовых коллективах, в военных частях и т. д. Для краткости записи в уголовно-процессуальную документацию, разные протоколы и приговоры, фразу сокращали до «неверие в построение социализма». В чём именно проявлялось «неверие» осужденных никто не вдавался. Из-за незнания самими чекистами полной формулировки исходной фразы состава преступления встречались такие формулировки: «неверие в построение светлого коммунистического будущего», «неверие в построение коммунистического общества», «неверие в построение коммунизма», «неверие в коммунизм» и т. п.
В публичном лексиконе Сталина и нарративах сталинской пропаганды всё чаще звучал призыв «к вере», но речь шла не о христианской вере или каких-либо религиозных воззрениях, Сталин и сталинская пропаганда твердили, что в возможность построения социализма в одной стране надо просто «верить». Но все эти требования «веры» и призывы к населению «верить», по мнению Б. Елизарова, означали внушение веры в самого Сталина как в бога, «ведущего народы за собой». Позже, после ослабевания репрессий при Хрущёве, за «неверие» во что-либо продекламированное властями перестали сажать и расстреливать, стали увольнять с работы, давать выговоры с занесением в учётную карточку или личное дело, и т. п. относительно более мягкие формы репрессий, однако ответственность вновь ужесточилась при Брежневе и в эпоху «гонок на лафетах», но уже не настолько сурово и не в таких масштабах, как это было при Сталине.

## Комментарии
1. ↑  Ленин в 1917 году писал: «Мы не претендуем на то, что Маркс или марксисты знают путь к социализму во всей его конкретности. Это вздор. Мы знаем направление этого пути, мы знаем, какие классовые силы ведут по нему, а конкретно, практически, это покажет лишь опыт миллионов, когда они возьмутся за дело»[10]
2. ↑  Ленин в «Государстве и революции» о канонизации: «…не раз бывало в истории с учениями революционных мыслителей и вождей угнетенных классов в их борьбе за освобождение… После их смерти делаются попытки превратить их в безвредные иконы, так сказать, канонизировать их, предоставить известную славу их имени для «утешения» угнетенных классов и для одурачения их, выхолащивая содержание революционного учения, притупляя его революционное остриё, опошляя его…»[14]
3. ↑  Л. Троцкий, Анализ лозунгов и разногласий, декабрь 1925 г.: «Ни о классах, ни о партиях нельзя судить только по тому, что они сами о себе говорят, по тем лозунгам, которые они в данный момент выдвигают. Это относится целиком и к группировкам внутри политической партии. Лозунги надо брать не сами по себе, а в связи со всей обстановкой и в особенности в связи со вчерашним днём данной группировки, с ее традициями, с подбором в ней человеческого материала и пр. и пр.»[16]
4. ↑  По поводу «военной тревоги» 1927 года смотрите — История международных отношений, Т. 2, стр. 97—104[22].
5. ↑  Троцкий прокомментировал это высказывание Бухарина: «Отметим эту формулу: „строить социализм даже на нищенской технической базе“ и напомним еще раз гениальную догадку молодого Маркса, что при низкой технической базе „обобщается только нужда, и вместе с недостатком должен начаться спор из-за предметов необходимости, и вся старая дрянь должна восстановиться снова“».
-- Троцкий. Преданная революция: Что такое СССР и куда он идёт? 1937 г., стр. 129
6. ↑  «В общем и целом всему крестьянству, всем его слоям нужно сказать: обогащайтесь, накапливайте, развивайте своё хозяйство. Только идиоты могут говорить, что у нас всегда должна быть беднота; мы должны теперь вести такую политику, в результате которой у нас беднота исчезла бы. Что получим мы в результате накопления в крестьянском хозяйстве? Накопление в сельском хозяйстве означает растущий спрос на продукцию нашей промышленности. В свою очередь, это вызовет могучий рост нашей промышленности, который окажет благотворное обратное воздействие нашей промышленности на сельское хозяйство».
-- Бухарин. О новой экономической политике и наших задачах
Доклад на собрании актива Московской организации, 17 апреля 1925 года.
7. ↑  «…пролетариат, не являясь тем же классом, что и крестьянство, тем не менее должен идти в блоке, в тесном союзе с крестьянством; а крестьянство, со своей стороны, должно, ради собственных основных интересов, поддерживать пролетариат, быть с ним в союзе, добровольно соглашаться на руководящую роль рабочего класса, ибо только при этих условиях возможна общая победа рабоче-крестьянского дела…
По сути дела, мы уже теперь доказали, что можно строить социализм даже без непосредственной технико-экономической помощи из других стран. Правда, формы нашего социализма в ближайший период его строительства будут неизбежно формами отсталого социализма, но это не беда потому, что даже и эти формы гарантируют нам всё дальнейшее и дальнейшее продвижение вперед к формам социализма, всё более совершенным и всё более полным».
-- Бухарин. Путь к социализму и рабоче-крестьянский союз. 1925 год.
8. ↑  Оценки различаются, но цифры Чапмен по заработной плате показывают, что реальная заработная плата в 1937 году была 58-85% от 1928 года). Это скрывает еще более резкое падение во время кризиса 1931-33 годах, когда сельскохозяйственный кризис привел к острой нехватке продовольствия в городах. Нормирование было введено в 1929-1934 годах. По оценкам Чапмен реальная заработная плата рабочих достигнет уровня 1928 года только после смерти Сталина.
--Chapman, Janet G. (1954). «Real Wages in the Soviet Union, 1928-52,» Review of Economics and Statistics, Vol. 36, с. 134-56.[38]
9. ↑  Фольмар упоминается в третьем издании Большой Советской Энциклопедии как лидер ревизионизма. Его взгляды на «государственный социализм» критиковались Марксом, Энгельсом и Лениным. Но изложение его взглядов на концепцию построения социализма в отдельно взятой стране в энциклопедии отсутствует.